# Liste des maires de Châlette-sur-Loing
Cet article dresse une liste par ordre de mandat des maires de Châlette-sur-Loing.

## Liste des maires

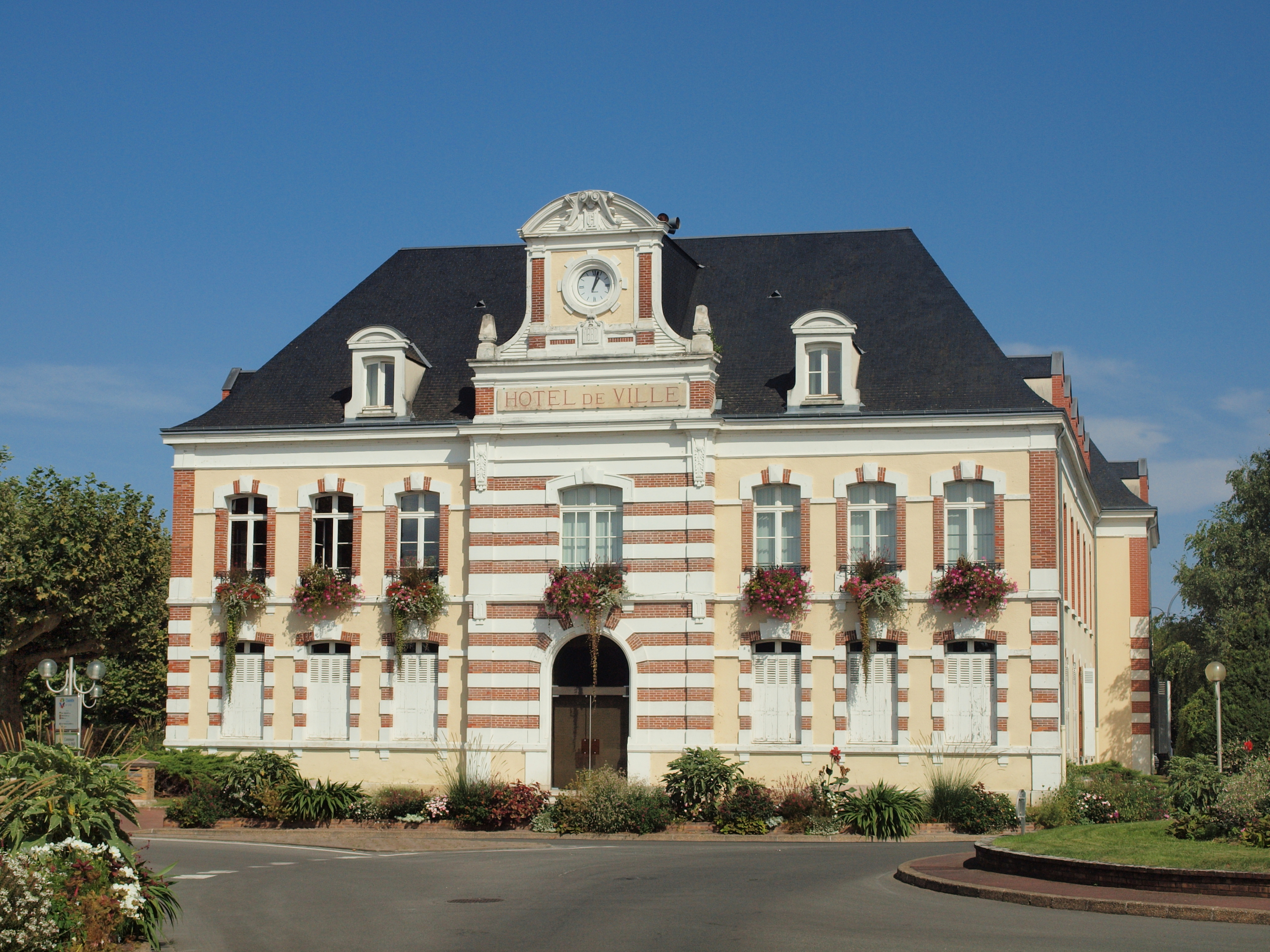
L'hôtel de ville de Châlette-sur-Loing.

| Période                                  | Période  | Identité                       | Étiquette | Qualité |
| ---------------------------------------- | -------- | ------------------------------ | --------- | --- |
| Les données manquantes sont à compléter. |          |                                |           | |
| 1801                                     | 1803     | Jean Louis Maralde de Fontenay |           | |
| 1803                                     | 1819     | Jacques Seigneur               |           | |
| 1819                                     | 1821     | Jean Louis Maralde de Fontenay |           | |
| 1821                                     | 1830     | Jacques Seigneur               |           | |
| 1830                                     | 1831     | François Rimbaut               |           | |
| 1831                                     | 1831     | François Charriaut             |           | |
| 1831                                     | 1834     | François Michel Roulx          |           | |
| 1834                                     | 1840     | Jean Louis Glacon              |           | |
| 1840                                     | 1843     | Louis Clomenil                 |           | |
| 1843                                     | 1847     | Louis Napoléon Bataillard      |           | |
| 1847                                     | 1853     | François Charriaut             |           | |
| 1853                                     | 1865     | François Rimbaut               |           | |
| 1866                                     | 1868     | Pierre Pophillat               |           | |
| 1868                                     | 1871     | Adolphe Meyer                  |           | |
| 1871                                     | 1876     | Pierre Pophillat               |           | |
| 1876                                     | 1884     | François Desbouis              |           | |
| 1884                                     | 1890     | Laurent Canault                |           | |
| 1890                                     | 1896     | Léon Lequatre                  |           | |
| 1896                                     | 1896     | Jean Marie Gauthier            |           | |
| 1896                                     | 1900     | Germain Perun                  |           | |
| 1900                                     | 1912     | Edmond Goubin                  |           | |
| 1912                                     | 1914     | René Weill                     |           | |
| 1915                                     | 1919     | Eugène Fix                     |           | |
| 1919                                     | 1925     | Henri Guichard                 |           | |
| 1925                                     | 1933     | Alphonse Chapeau               |           | |
| 1933                                     | 1941     | Léon Ducaroy                   |           | |
| 1941                                     | 1944     | Eugène Rode                    |           | |
| 1944                                     | 1945     | Charles Lebert                 |           | |
| 1945                                     | 1946     | Jean Delalieu                  |           | |
| 1946                                     | 1947     | Raymond Farruggia              |           | |
| 1947                                     | 1956     | Raoul Vivier                   |           | |
| 1956                                     | 1964     | René Miller                    |           | |
| 1964                                     | 1965     | Henri Chalandard               |           | |
| 1965                                     | 1971     | René Brun                      |           | |
| 1971                                     | 1977     | Max Nublat,                    | PCF       | Instituteur Maire de Montargis (1977-1997) Conseiller général de Montargis (1967-1973) Conseiller général de Châlette-sur-Loing (1973-1979) Conseiller régional du Centre |
| 1977                                     | 2002     | Jean Louis                     | PCF       | Adjoint au maire Conseiller général de Châlette-sur-Loing (1979-2004) |
| 2002                                     | En cours | Franck Demaumont,              | PCF       | Conseiller général de Châlette-sur-Loing, (2004-2015) |